# Ernest Frederick Armstrong
Pour les articles homonymes, voir Armstrong.
Ernest Frédéric Armstrong (né le 14 juillet 1878 à Flesherton, Ontario, Canada et mort le 14 mars 1948) est un politicien canadien et un chirurgien-dentiste. 

## Biographie
Il a été élu à la Chambre des communes du Canada en 1925 en tant que membre du Parti conservateur du Canada (différent de l'actuel Parti conservateur du Canada, fondé en 2003), représentant la circonscription électorale de Timiskaming-Sud. Il a été défait aux élections de 1926. Il a servi pendant la Première Guerre mondiale en tant que commandant du 159e bataillon du Corps expéditionnaire canadien et du 197e régiment et a également servi avec la 4e Division du Canada en France et en Belgique.